# Eriochilus pulchellus
Eriochilus pulchellus är en orkidéart som beskrevs av Stephen Donald Hopper och Andrew Phillip Brown. Eriochilus pulchellus ingår i släktet Eriochilus och familjen orkidéer. Inga underarter finns listade i Catalogue of Life.